# Felix van Nîmes

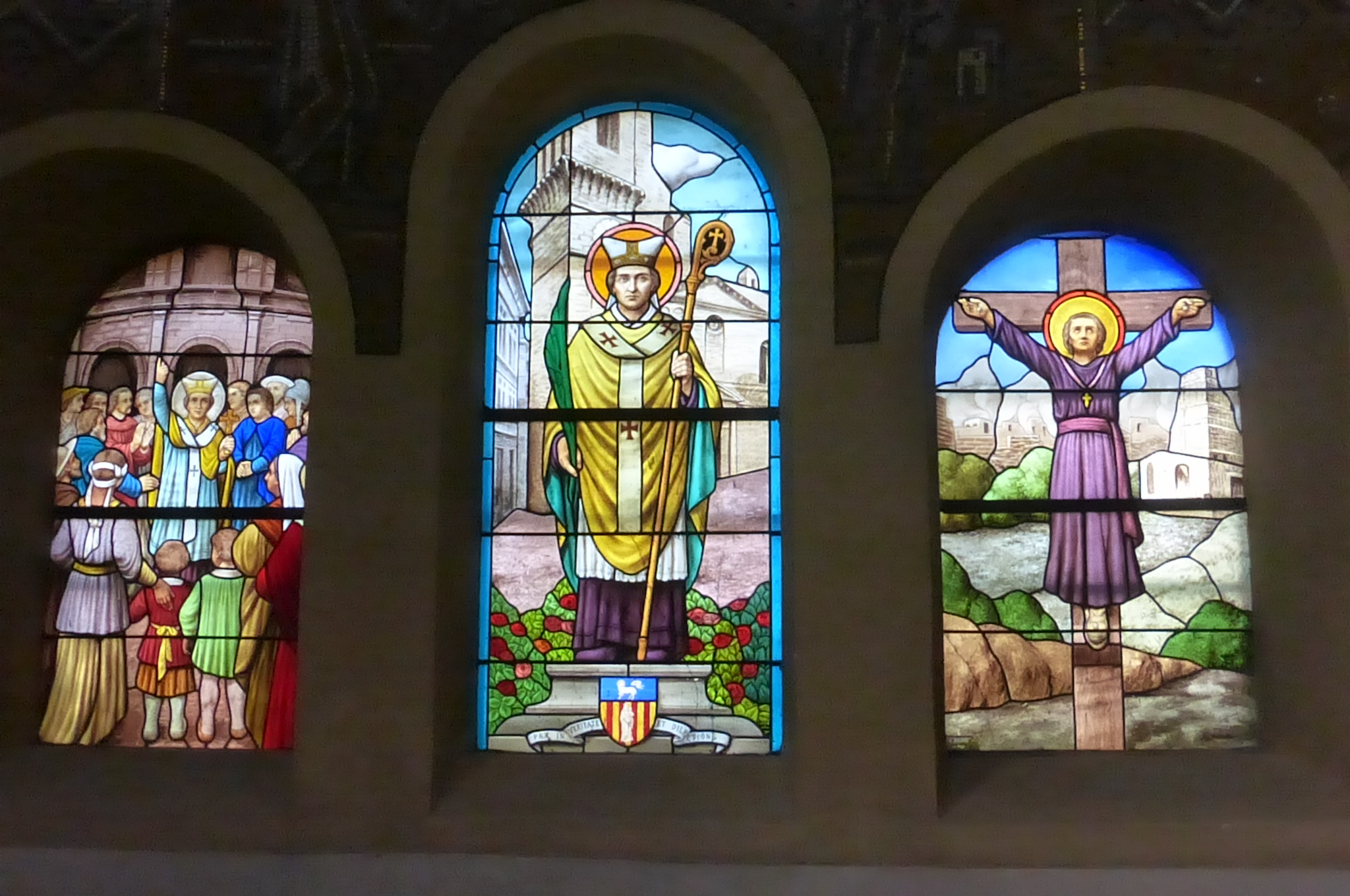
Drie glasramen die het leven van Felix van Nîmes verhalen (kerk Notre-Dame-des-Enfants in Nîmes)

Felix van Nîmes (eind 4e eeuw – Nîmes, circa 407) was, volgens traditie in de Middeleeuwen, de eerste bisschop van Nîmes, ten tijde van het West-Romeinse Rijk.
Felix was zeker in functie in het jaar 396, want zijn naam staat vermeld in een brief aan de bisschoppen van Gallia. Hij vond de marteldood in het jaar 407, door toedoen van de Vandalen. Noch het jaartal noch de Vandalen staan vast volgens historici. Zijn opvolger, Sedatus, trad een eeuw later aan. Felix van Nîmes wordt als heilige vereerd in de Rooms-katholieke Kerk.
In Nîmes bezit de kerk Notre-Dame-des-Enfants een triptiek in glasraam met het leven van de heilige Felix.